# Шахтарська вулиця (Київ)
Шахта́рська ву́лиця — вулиця в Оболонському районі міста Києва, місцевість Пріорка. Пролягає від Автозаводської вулиці до вулиці Сім'ї Кульженків.
Прилучається Коноплянська вулиця.

## Історія
Вулиця виникла у 1-й половині XX століття, мала назву (9-та) Дачна. Сучасна назва — з 1955 року.